# Yejong av Goryeo
Yejong av Goryeo, född 1079, död 1122, var en koreansk monark. Han var kung av Korea mellan 1105 och 1122. 